# 井上芳夫
井上 芳夫（いのうえ よしお、1926年9月8日 - 不明）日本の映画監督である。

## 来歴・人物
東京都出身。1946年に浦和高校（現在の・埼玉大学）文科卒業の後、助監督として大映に入社。吉村公三郎、市川崑、増村保造らの助監督に付いた。
1960年『あゝ特別攻撃隊』で監督デビュー。1963年には舟木一夫主演の青春映画『高校三年生』を大ヒット作とした。その他、江波杏子主演の『女賭博師』シリーズを多く監督した。
大映倒産後、フリーランスの映画監督として、勝新太郎の勝プロ製作映画『御用牙 鬼の半蔵やわ肌小判』で監督を務めた他、大映テレビ製作のドラマシリーズ、土曜ワイド劇場を主に、テレビドラマを多く監督した。日本映画監督協会のホームページには物故会員とあり、既に故人となっていると思われる。
女優の目黒幸子は元妻。

## 主な作品

### 映画

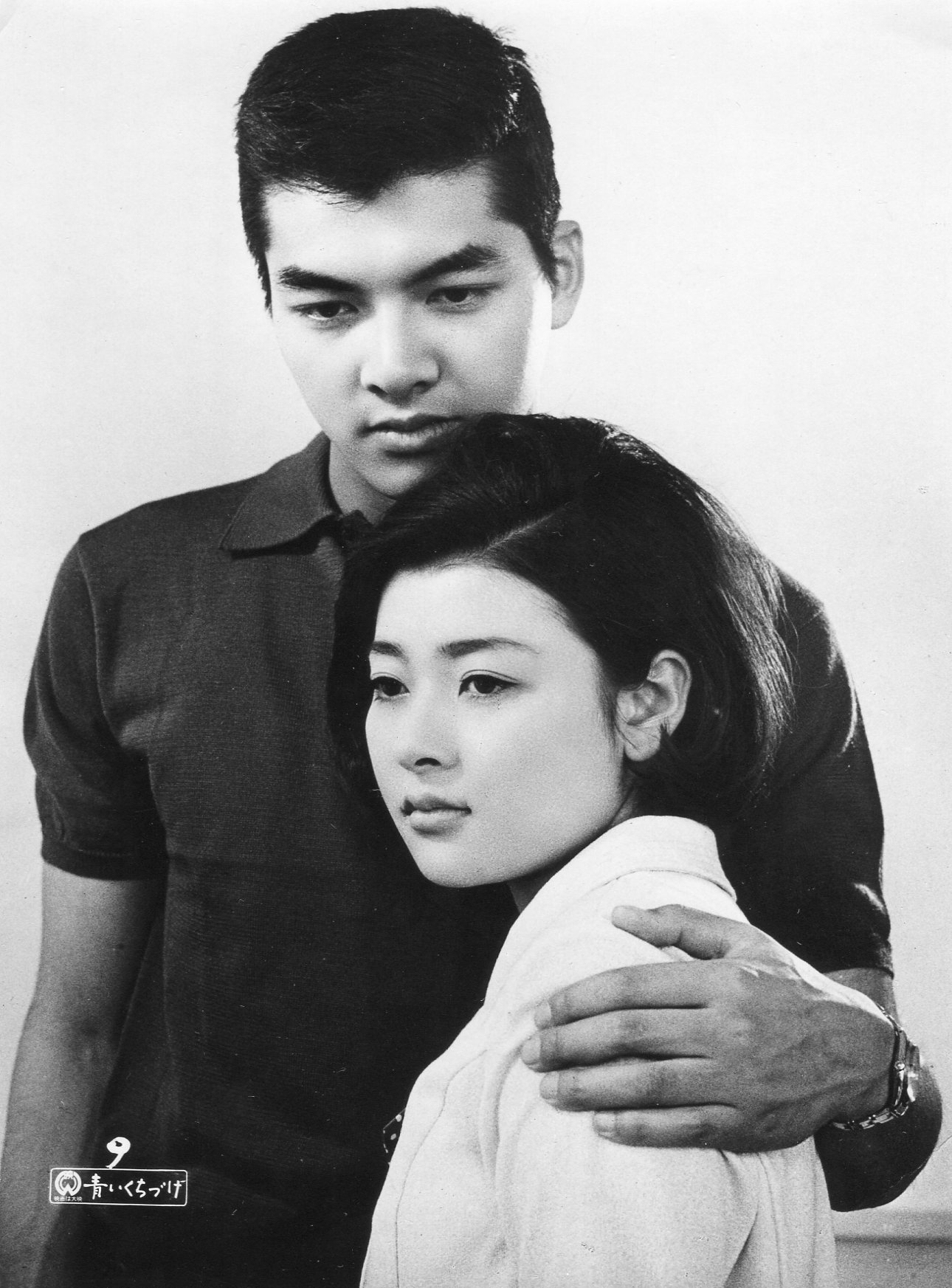
『青いくちづけ』（1965年）

- あゝ特別攻撃隊 (1960)
- 銀座のどら猫 (1960)
- 扉を叩く子 (1960)
- 北上夜曲 北上川の初恋 (1961)
- 仲よし音頭　日本一だよ(1962)
- 女は夜霧に濡れている (1962)
- あした逢う人 (1962)
- 禁断 (1962)
- 高校三年生 (1963)
- 十七才の狼 (1964)
- 青い性 (1964)
- 青いくちづけ (1965)
- 野良犬 (1966)
- 勝負犬 (1967)
- 関東女賭博師 (1968)
- 女賭博師鉄火場破り (1968)
- 女賭博師奥ノ院開帳 (1968)
- 女賭博師さいころ化粧 (1969)
- 女賭博師丁半旅 (1969)
- 女賭博師花の切り札 (1969)
- 女殺し屋 牝犬 　(1969)
- 女賭博師壷くらべ (1970)
- 太陽は見た (1970)
- 君は海を見たか (1970)
- 可愛い悪魔　いいものあげる (1970)
- 御用牙 鬼の半蔵やわ肌小判 (1974)

### テレビドラマ
- ザ・ガードマン 東京警備指令 (1965-69)
- 土曜日の虎 (1966)
- 新雪 (1966)
- 君は海を見たか (1970)
- 一心太助 (1971-72)
- シークレット部隊 (1972)
- 小さな恋のものがたり (1972)
- 燃える兄弟 (1972-73)
- 殺意を呼ぶ海 (1973)
- 顔で笑って (1973-74)
- 白い牙 (1974)
- 夜明けの刑事 (1974-77)
- 土曜ワイド劇場
  - 愛情の証明 新妻に捧げる恐怖のメロディ (1977)
  - 華麗な殺しの三重奏 決闘の女 (1980)
  - 燃えた花嫁 殺しのドレスは京都行 (1983)
  - 京都鳥獣の寺連続殺人 美しい女流作家 京都－博多－ソウル解明の旅 父、母そして兄を誰が殺したか (1984)
  - 七年待った女 裸女モデル殺人事件 私は夫に殺される! (1984)
  - 女相続人のさけび（女相続人の叫び） 死体銀行!?私の死体がここにある (1984)
  - 京都大原殺人事件 三千院で出逢った女 密室・電話ダブルトリック (1985)
  - 京都鞍馬殺人事件 家元の座をめぐる女の華やかな争い 密室、電話ダブルトリックの謎 (1986)
  - 妻にすりかわった女 テレビの人探しコーナーが殺意を招く!妖しい肌に魅せられて (1986)
  - 人妻の背徳日記殺人事件 「M子像」だけが知っていた完全犯罪！ (1986)
  - 千草検事シリーズ 青いカラス連続殺人　女の肌を焼く恨みの炎 (1986)
  - 夏の特選サスペンス3 みちのくハネムーン殺人事件　十和田湖－安比高原－八幡平へ殺人者を乗せた新婚バスが突っ走る (1987)
  - 京都神戸殺人事件 誘われて4人旅、この中に真犯人がいる!? (1988)
  - 円周率πの殺人 胃と腸…切断トリックの怪!?（円周率パイの殺人）　疑惑のクランケ (1989)
  - 京都恋供養殺人事件 えんま堂、釘抜き地蔵、釈迦堂、三人の死者が解いた真犯人とは (1991)
  - 山村美紗サスペンス 京都・天の橋立殺人事件 京都祇園・天の橋立殺人事件、京都天橋立殺人事件 急行「みやづ」に仕組まれた列車トリック!日本三景に現れた真犯人 (1992)
  - 小樽ガラスの街殺人事件 運河に女の死体が…殺意は金赤色に輝く! (1992)
  - 京都－飛鳥路の旅殺人事件 愛の飛鳥路殺人事件 婚約旅行で恋人が消えた！華やかな女を誘う誘惑の罠 (1992)
  - 眠りの森の美女殺人事件 ビデオに写った意外な真犯人？注射針トリックの怪 (1993)
  - エステ美女連続殺人事件! まじめ警部補とかたやぶり刑事(1)　愛犬が暴く完全犯罪 (1997)
  - 山村美紗サスペンス　赤い霊柩車(7)双子の棺 猫屋敷に横たわる２つの死体!!孤独な老婦人と数奇な運命に引き裂かれた双子の姉妹愛憎の再会 (1997)
  - 山村美紗サスペンス 向日葵は死のメッセージ 花の京都 美人姉妹が密室殺人を解く 娘達の遺産相続争い (1997)
  - 山村美紗サスペンス 花の京都・美人姉妹の推理(2) 開の桜の下に夫と愛人の死体が 真犯人は妻か娘か息子かそれとも (1998)
  - 山村美紗サスペンス 京都 茶道家元連続殺人 鞍馬の火祭りの夜 事件は始まった!胡蝶蘭が死者に舞う 花の美人姉妹の推理（1999)など他にも多数
- 仮面劇場 (1978)
- 噂の刑事トミーとマツ (1979-81)
- 秘密のデカちゃん (1981-82)
- だんなさまは18歳 (1982-83)
- 高校聖夫婦 (1983) (12話)
- 青い瞳の聖ライフ (1984-85)
- 名奉行遠山の金さん (1988)
- ザ・スクールコップ (1988)
- 火曜サスペンス劇場
  - 高校野球殺人事件 (1982)
  - 博多長崎殺人行 (1986)
  - 山岳ミステリー1 大雪山殺人事件 霧に包まれた二つの山の恐るべき秘密 (1989)
  - 山岳シリーズ2 尾瀬湿原殺人事件 (1990)
  - 山岳ミステリー3 八甲田山死の誘い 十和田－奥入瀬－八甲田 (1990)
  - 山岳ミステリー4 津軽竜飛岬風の殺意 (1991)など
- 世にも奇妙な物語 第二シーズン「無人艦隊」(1991)

## 脚註
1. ↑  “井上芳夫”.   ザテレビジョン. 2022年8月28日閲覧。
2. 1 2  “井上芳夫”.   日本映画監督協会. 2022年8月28日閲覧。
3. 1 2 3 4 5 6 7  “井上芳夫 略歴”.   映画DB. 2022年8月28日閲覧。
4. 1 2 3  “あゝ特別攻撃隊”.   文化庁 映画情報システム. 2022年8月28日閲覧。
5. ↑  “御用牙 鬼の半蔵やわ肌小判”.   文化庁 映画情報システム. 2022年8月28日閲覧。
6. ↑  https://www.oricon.co.jp/news/2060661/full/